# Flash on You
Flash on You è il secondo album dei Not Moving, pubblicato dalla casa discografica Electric Eye Records nel 1988.

## Tracce
Lato A
1. Drivers Seat
2. Lookin' for a Vision
3. Dog Day
4. Sweet Beat Angel
5. I Stopped Yawning

Lato B
1. Stupid Girl
2. Bluesing
3. Love Train
4. A Pray for Jimi
5. Visions